# Rudolf német ellenkirály
Rajnai Rudolf (németül: Rudolf von Rheinfelden; 1025 körül – 1080. október 15.) sváb herceg (1057–1079) és német ellenkirály és ellencsászár (1077–1080). Alternatívaként tűnt fel, mint király, vagy ellenkirály, a IV. Henrik ellen lázadó nemesek szemében, akiknek lázadása a nagy szász lázadásként vált ismertté. Végül a Henrik ellen vívott győztes elsteri csatában esett el.

## Élete

### Sváb hercegként
Rajnai Kunó gróf fiaként látta meg a napvilágot.
1057-ben, állítólag, Rudolf hasznot húzott IV. Henrik gyengeségéből azzal, hogy elrabolta Matildot, a császár nővérét, akinek aztán megkérte a kezét és 1059-ben feleségül is vette, ezzel megszerezve a Sváb Hercegséget és a Burgund Királyság kormányzóságát. Matild 1060-ban meghalt, ezért Rudolf 1066-ban feleségül vette Adelheidet, Ottó savoyai gróf leányát.
Rudolf, aki kétszeresen is IV. Henrik sógora lett, először segített a császárnak a hadjárataiban. Megsegítette Türingiában és Szászországban és az ő seregei alkották az első számú erőt az első langensalzai csata során a lázadók ellen. Ám amikor kitört az invesztitúraharc és Henriket kiközösítette a pápa. Rudolf találkozott több nemessel és akcióra szánta el magát. Henrik 1077-es kiátkozása ellenére a lázadók folytatták terveik kivitelezését.

### Megválasztása
1077 márciusában, Forchheimben Rudolfot megválasztották ellenkirálynak. Ő elismerte a választófejedelmek hatalmát és beleegyezett hogy a pápa alá helyezze magát. Március 26-án Mainzban meg is koronázták, ám a város királyhű polgárai még aznap fellázadtak ellene és elűzték. Ezt követően Svábföldre ment, de itt nem csatlakozott hozzá sem a felső, sem az alsó nemesség, ezért északra, Szászországba vonult, ahol később fő hatalmi bázisa lett. Ez problémát jelentett, ugyanis Szászországot a császári birtokok elválasztották Rudolf sváb birtokaitól. Ezért Svábföldet átadta a fiának, Rheinfeldeni Bertholdnak, és megpróbálta megoldani a problémát azzal, hogy megostromolta Würzburgot, kevés sikerrel. Eközben az Ulmi birodalmi gyűlés megfosztotta őt Svábföldtől, amit Henrik Büreni Frigyesnek, az első Hochenstauf uralkodónak adott.
Hamarosan I. Fülöp francia és I. László magyar király is felvette a kapcsolatot Rudolffal, sőt utóbbi elvette feleségül egyik leányát is.

### Harcok
1078. augusztus 7-én a mellrichstadti csatában ingadozni látszott. Rudolfnak nehéz dolga volt, hogy rávegye a szászokat, hogy határaikon kívül harcoljanak. Délvidékinek tartották a férfit és bizalmatlanul viseltettek iránta. Ezenkívül zavarta VII. Gergely pápa egyértelmű ellenállása is, hogy elismerje Rudolf jogait. Abból a célból hogy új támogatókat szerezzen és a régieket is megtartsa, arra kényszerült, hogy a császári birtokok jelentős részeit eladományozza, úgy az Egyháznak, mint saját támogatóinak. Ennek ellenére a dolgok 1080-ban javulni látszottak. A flarchheimi csatában 1080. január 27-én sok támogatója akadt. De a csatát elvesztette.
Eközben – miután Henrik megfenyegette, hogy leteszi trónjáról, ha nem közösíti ki Rudolfot – VII. Gergely is elismerte az ellenkirályt. (1080), sőt ugyanez évben a pápa ismét kiátkozta Henriket.
A hírtől felbátorodva Rudolf Henrik ellen vezette seregeit a Weiße Elster folyóhoz az elsteri csatába. A csatára október 14-én került sor, nagy győzelemnek ígérkezett a lázadók számára. Azonban Rudolf elvesztette jobb kezét a csatában és a hasa is súlyosan megsérült. Merseburgba vitték[forrás?], ahol másnap meghalt és ott is temették el. A nép ezt Isten ítéletének tartotta. Maga Rudolf is azt mondta gyóntatóatyjának halála előtt: "Ezzel a kézzel esküdtem egykor hűséget uramnak..."
A lázadók többsége szétszéledt, de a harc még 1085-ig folytatódott egy 1088-as végső fellobbanásig, melyet Rudolf utóda, a következő ellenkirály, Luxemburgi Hermann vezetett.

## Gyermekei
2 felesége (Németországi Matild, valamint Savoyai Adelheid) összesen 5 gyermeket szült neki:
- I. Berthold (†1090), sváb gróf
- Ottó
- Ágnes (†1111)
- Adelhaid magyar királyné (†1090) ∞ I. László magyar király (†1095)
- Bertha (†1133) ∞ X. Ulrich (†1097)